# Gare de Noerdange
La gare de Noerdange est une gare ferroviaire luxembourgeoise de la Ligne de l'Attert, située dans la localité de Noerdange, sur le territoire de la commune de Beckerich, dans le canton de Redange.
Elle a la particularité de disposer de deux bâtiments voyageurs : un pour la ligne de l'Attert, à voie normale et un pour la ligne de Noerdange à Martelange, à voie métrique.
C'était une gare voyageurs de la Société nationale des chemins de fer luxembourgeois (CFL), avant sa fermeture en 1969. Elle est devenue un musée des chemins de fer régionaux en 2014, le Musée Näerdener Gare.

## Situation ferroviaire
Établie à 271 mètres d'altitude, la gare de Noerdange était située au point kilométrique (PK) 31,1 de la ligne de l'Attert, entre les gares aujourd'hui fermées de Hovelange et de Reichlange-Everlange.
Elle a été de 1890 à 1953 la gare d'origine de la ligne de Noerdange à Martelange des Chemins de fer cantonaux luxembourgeois, à voie métrique.

## Histoire

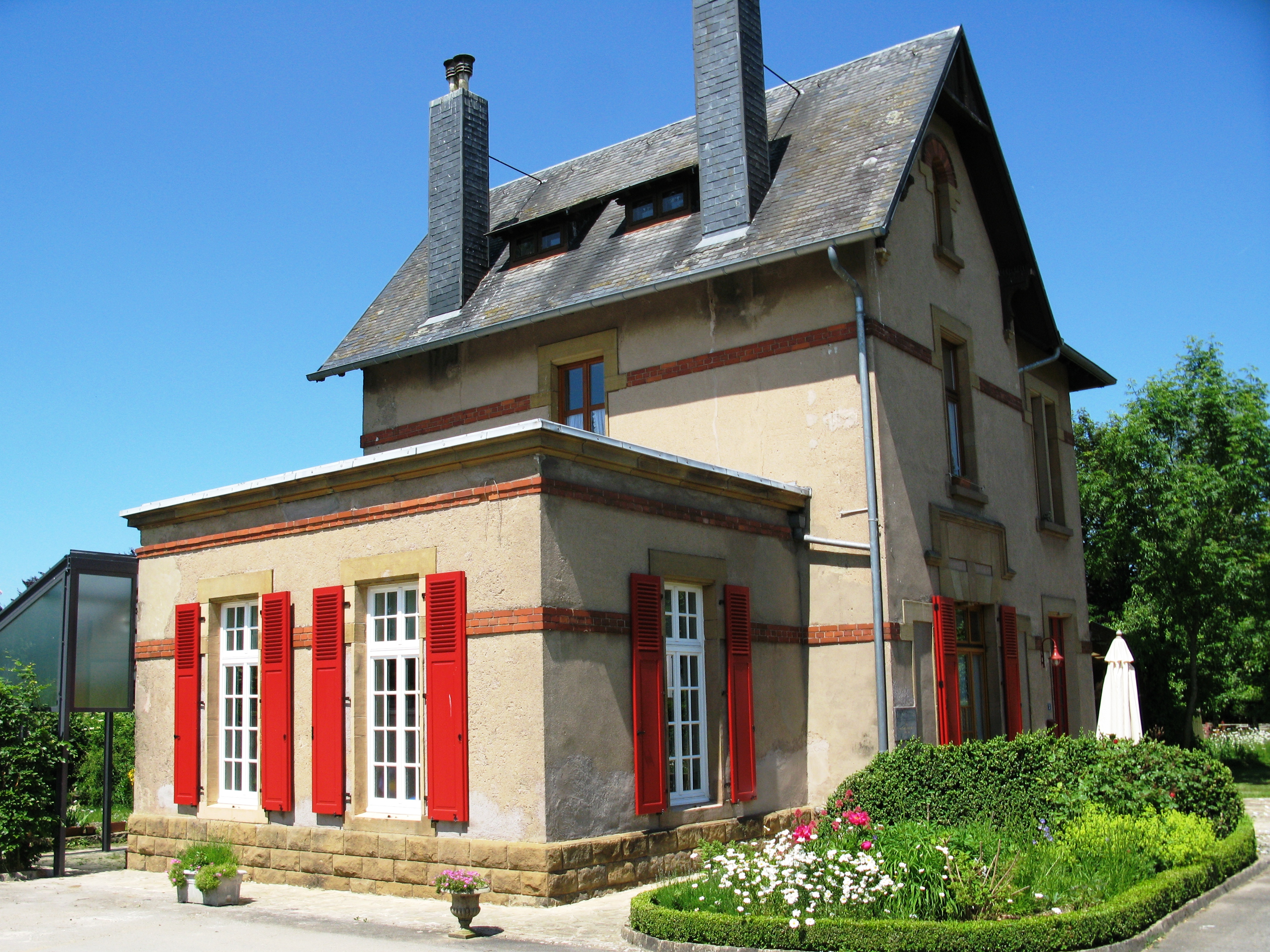
Bâtiment voyageurs de la ligne à voie métrique.

La gare de Noerdange est mise en service par la Société anonyme luxembourgeoise des chemins de fer et minières Prince-Henri, lors de l'ouverture à l'exploitation de la section de Steinfort à Ettelbruck le 20 avril 1880.
La gare de la ligne de Noerdange à Martelange est mise en service le 18 novembre 1890 par les Chemins de fer cantonaux luxembourgeois et dispose de son propre bâtiment voyageurs. La ligne ferme le 16 février 1953.
La gare est fermée le 5 avril 1969, en même temps que le trafic voyageurs sur la section Steinfort-Ettelbruck de la ligne de l'Attert.

## Service des voyageurs

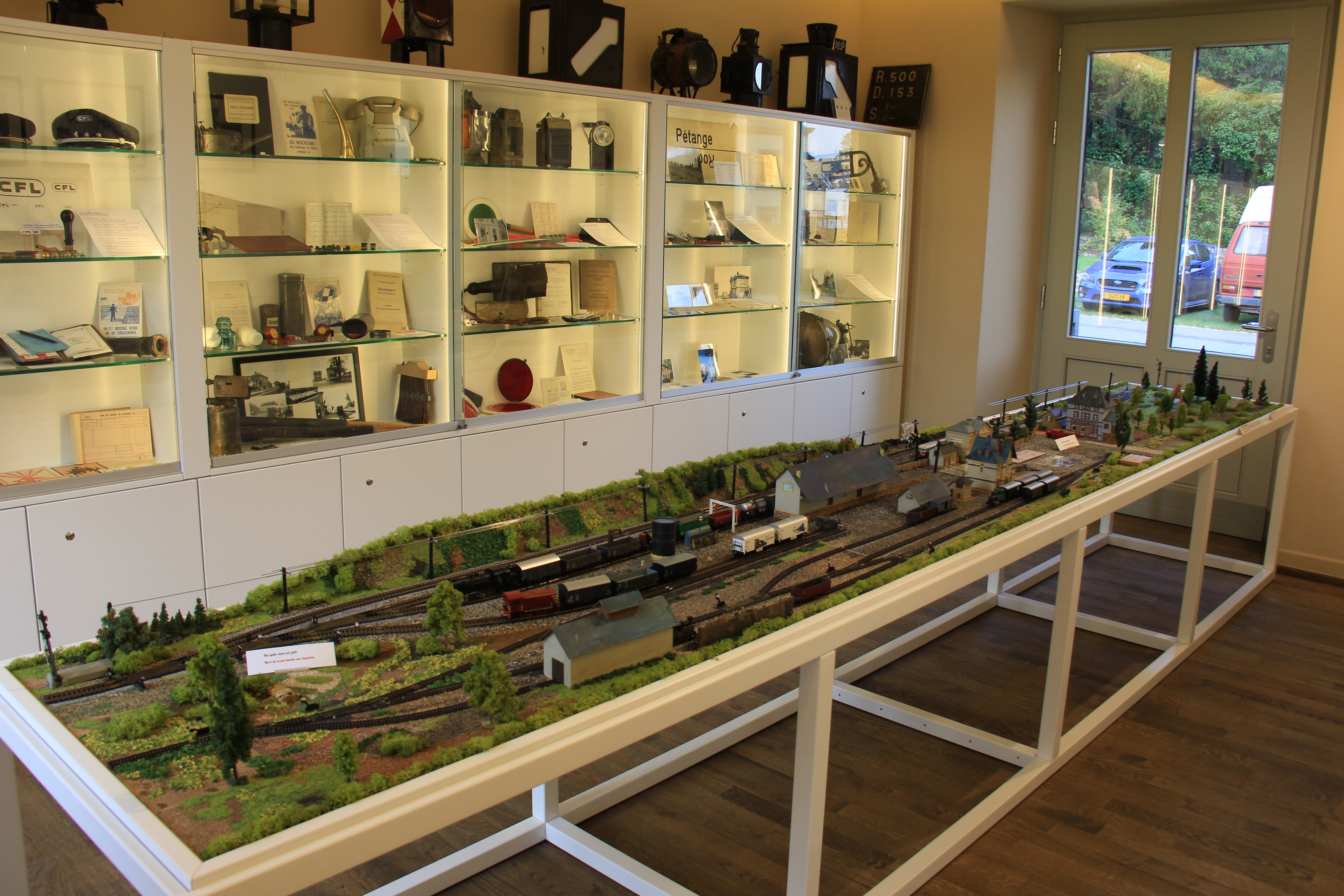
Maquette de la gare autrefois.

Gare fermée depuis le 5 avril 1969. Les deux bâtiments voyageurs existent toujours, un lotissement a remplacé les emprises ferroviaires.

## Musée
Le bâtiment voyageurs de la ligne de l'Attert est devenu le 9 mai 2014 un musée des chemins de fer régionaux nommé Musée Näerdener Gare, qui compte notamment une maquette de la gare telle qu'elle était à l'époque où elle était en activité. On retrouve aussi de nombreux objets ferroviaires (lampes à main, indicateurs d'aiguillages, etc.).